# NGC 3300
إن جي سي 3300 (بالألمانية: NGC 3300) التي يرمز لها بالرمز NGC 3300، هي مجرة، في كوكبة الأسد.

## الاكتشاف
اكتشفت في 1784، بواسطة ويليام هيرشل.